# 사회적 위치
사회적 위치(social position)는 주어진 사회와 문화에서의 개인의 위치를 말한다. 주어진 위치(예: 사제라는 직업(occupation))는 많은 개인들에게 속할 수 있다. 사회적 위치는 사회적 지위(social status)에 영향을 미친다. 사회적 위치는 사회 계층(social hierarchy) 내에서 개인의 위치를 식별하는 데 도움이 될 수 있다.

## 같이 보기
- 사회적 지위